# Stad van Gouden Schaduw
Stad van Gouden Schaduw is een sciencefictionboek geschreven door de Amerikaanse schrijver Tad Williams. Het werd voor het eerst gepubliceerd in 1996 bij Legend Books en werd sindsdien in meerdere landen vertaald. Stad van Gouden Schaduw is het eerste deel in de prestigieuze Anderland-serie. 

## Inhoud
Het boek vertelt het verhaal van een angstaanjagend virtueel netwerk gecreëerd door een groep rijke mensen bekend onder de naam De Graal Broederschap. Deze mannen zijn Felix Jongleur, die als kind de Eerste Wereldoorlog heeft meegemaakt en die momenteel 's werelds oudste man is; Jiun Biao, een Chinese econoom - hij wordt omschreven als 'de terreur van Azië'; en Robert Wells, de eigenaar van Telemorphix, 's werelds grootste telecommunicatiebedrijf. Het boek volgt een groep vreemde personages, waaronder een Bosjesman en een doodzieke tiener.